# Bokály

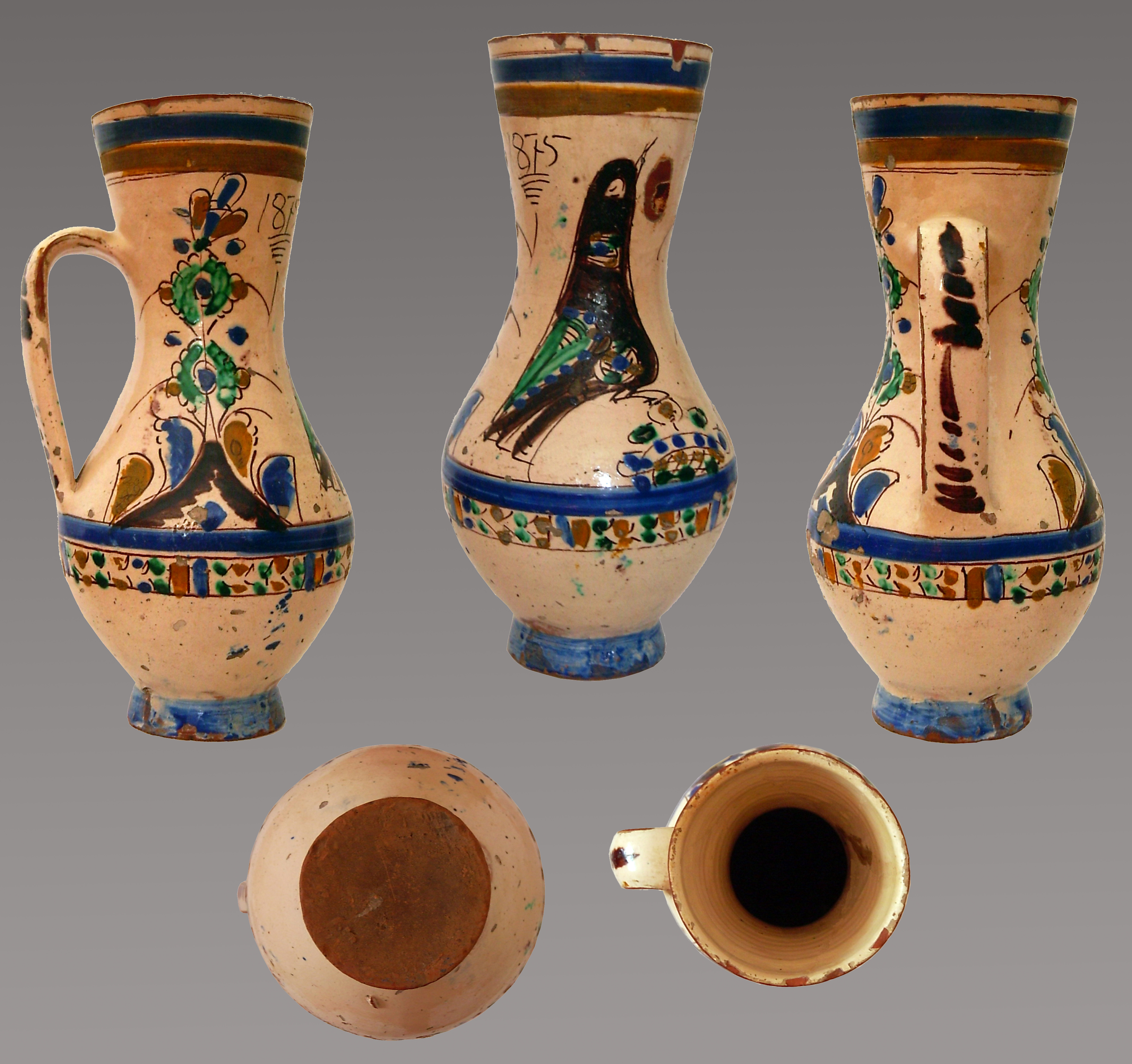
1875-ben készült székely ólommázas bokály, kettős-életfa és madár ábrázolással. Mérete: magasság: 23,5 cm, talp átmérő: 6 cm, száj átmérő: 8,3 cm

A bokály karcsú, egyfülű, körte alakú, cserép borosedény. A szó az olasz ’kancsó’ értelmű boccale szóból származik.
Hasa alacsony, nyaka elszűkül, majd újra kiszélesedik. Függőleges füle oldalt indul ki, lejjebb, mint a száj széle. Feneke keskeny, néha kis talpa van. Szája kerek, kiöntője nincs. Ritkán mázatlan.

## Bokály típusok

### Bevonat (máz) szerint
- Mázatlan bokályok

Ismeretesek a Jászságból Jászapátiból; a Duna–Tisza közéből Kecskemétről; a Dunántúlról a Baranya vármegyei Molványról. Néhol kancsó, korsó a neve.
- Ónmázas bokályok

A habán fazekasok, illetve azok kései leszármazottai ónmázas bokályokat készítettek (habán kerámia). Leginkább a Felvidék fazekasközpontjaiból ismeretesek ezen kerámiák, de az erdélyi Alvincen is ilyeneket készítettek.
- Ólommázas bokályok

Ólommázas bokályokat főleg Erdély fazekasközpontjaiból ismerünk.

### Méret szerint
- Kis bokály: 18 cm alatt
- Bokály: 18–25 cm
- Király bokály (nagy bokály): ünnepi asztalra kerülő borosedény, min. 25 cm

### Egyéb tulajdonságok szerint
- Céh bokály: céhek számára készített bokály
- Ónfedeles bokály: ón szerelékkel ellátott bokály
- Szűkszájú bokály: többnyire pálinka illetve olaj tárolására volt használatos
- Szélesszájú bokály: a test két részből korongolt, a száj aránytalanul szélesebb, mint a talp

## Tájegységi sajátosságok
Magának a formának az elterjedése általánosabb, mint az elnevezésé. A parasztság a formát csak a Székelyföld délkeleti vidékén nevezi így, Kalotaszegen pl. kancsónak mondják. A szó nyugat-magyarországi változatai (bokála, bokálla, bokállo, bokora) nincsenek közvetlen kapcsolatban a kelet-magyarországi bokállyal. Nyugat-Dunántúlon a szó olyan borosedényt jelent, amely rendszerint összenyomott kiöntőjű, csöcsös szájú, itteni szóhasználattal korsó, boroskorsó. Bokálla a kancsóforma neve Sümegen. Ettől keletebbre a Dunántúlon már nem fordul elő.
A jáki, mázatlan bokálából forralt bort ittak. Lehet azonban a bokála ónmázas, valódi bokályforma, mint pl. a csornai. Fő készítési helyén, a felföldi habán telepeken nem ismerik ezt a szót, és a formát krügelnek, szlovákul dŀbannak nevezik. – A bokály szó, mint melléknév, csakis Erdélyben fordul elő, ahol az ónmázas edényt vagy más néven a fajanszot nevezték bokály edénynek.
Mindezek mellett vonatkozott az elnevezés az ugyancsak fajansz kályhacsempékre vagy falicsempékre is, függetlenül attól, hogy helyben készültek vagy esetleg importálták. Erdélyben már a 16. században ’fajansz’ értelmet is nyert, amikor a gyulafehérvári, gyalui, sárospataki fejedelmi bokályos ház csempéit, vagyis bokályait Konstantinápolyból fajanszedényként megrendelték. Bokály jelzővel illették az 1621-ben Bethlen Gábor fejedelem által Szobotisztről a Gyulafehérvár melletti Alvincre telepített habánok fajansz edényeit is. B. Nagy Margit szerint a Mátyás korában Itáliából importált fajanszkészítmények behozatalával maga a bocal szó is ismertté vált. Később alkalmazták mindazokra a majolika kancsókra és hozzájuk hasonló edényekre, amelyeket a kivitel finomsága és a mintakincs rokonsága révén kapcsolatba lehetett hozni.
A kutatás legújabb eredményei azt mutatják, hogy a mázatlan bokályok vörös festésű mintakincse a mázas bokályok néhány csoportján továbbél. A sgraffiato (karcolt díszítés) technika és a sárga-zöld színezés, amely főleg a székely bokályok sajátossága, bizánci hatást mutat. A szintén székely, ún. „cserelapis” (tölgyleveles) díszítményű bokályok esetében viszont a 14–15. századi orvietói tölgyleveles kancsókkal való rokonság feltételezhető. A magyar virágos reneszánsz mintakincse is fellelhető az erdélyi és székely bokályokon. Nagyvárad, Nyugat-Erdély – Kolozsvár, Torda, Zilah – a 18. század második felének mintakincsét, az ún. „győri bokály” díszítményeit vették át és őrizték meg.